# Musikjahr 1931
Liste der Musikjahre

◄◄ | ◄ | 1927 | 1928 | 1929 | 1930 | Musikjahr 1931 | 1932 | 1933 | 1934 | 1935 | ► | ►►

Weitere Ereignisse · Country-Musik
Dieser Artikel behandelt das Musikjahr 1931.

Gene Autry – That Silver Haired Daddy of Mine (1931)

## Ereignisse
- 24. Januar: Mary Garden hat ihren letzten Auftritt an der Chicago Opera, bevor sie sich in ihre Heimat Schottland zurückzieht.
- 24. Januar: Das Moskauer Musik- und Schauspieltheater „Romen“ wird als Studio in Moskau eröffnet.
- 14. Mai: Nachdem Arturo Toscanini in Bologna ein Konzert zum Gedenken an Giuseppe Martucci dirigiert hat, wird er vor dem Teatro Comunale von jungen Faschisten überfallen und geschlagen, weil er sich weigerte, die Giovinezza zu spielen.
- 23. Mai: Edward Elgars Nursery Suite wird im Aufnahmestudio Kingsway Hall in London uraufgeführt.
- 22. Juli – 28. Juli: Das neunte jährliche ISCM-Festival für zeitgenössische Musik findet in London und Oxford mit Orchester-, Chor- und Kammermusikkonzerten statt.
- 17. September: Die erste für die Öffentlichkeit bestimmte Langspielplatte mit 33⅓ Umdrehungen pro Minute wird in New York vorgestellt.
- 31. Dezember: Die Schallplattenverkäufe gehen im Vergleich zu 1929 um 75 Prozent zurück.
- John Serry Sr. beginnt eine Reihe längerer Auftritte mit dem Waldorf-Astoria Orchestra unter der Leitung von Misha Borr im Hotel Waldorf-Astoria in New York City.

### Film
- 30. Januar: In Los Angeles findet die Uraufführung von Charlie Chaplins Film Lichter der Großstadt statt. Für diesen Film produziert Chaplin erstmals eine eigene Tonspur. Auch komponiert er die Filmmusik erstmals selbst.
- 19. Februar: In Berlin wird der unter der Regie von Georg Wilhelm Pabst entstandene Film Die Dreigroschenoper nach einem Vergleich uraufgeführt. Bertolt Brecht und Kurt Weill waren gegen die Art der Verfilmung zivilrechtlich im Dreigroschenprozess vorgegangen.
- 29. September: Der Film Der Kongreß tanzt von Erik Charell mit Lilian Harvey, Willy Fritsch und Conrad Veidt wird in Wien uraufgeführt. Der von der UFA aufwendig produzierte Film gilt als ein Höhepunkt des deutschen Operettenfilms und ist die teuerste Filmproduktion der Weimarer Republik. Die Filmmusik stammt von Werner Richard Heymann.

#### Filmmusik
- Paul Abraham:  Die Privatsekretärin
- Leo Ascher: Purpur und Waschblau;  Mein Leopold
- Ralph Benatzky: Arm wie eine Kirchenmaus
- Franz Grothe: Der ungetreue Ekkehard
- Werner Richard Heymann: Ihre Hoheit befiehlt; Bomben auf Monte Carlo
- Emmerich Kálmán: Ronny
- Walter Kollo: Der Herr Bürovorsteher; Der verjüngte Adolar
- Eduard Künneke: Die Marquise von Pompadour
- Oscar Straus: Der lächelnde Leutnant

### Instrumentalmusik
- Béla Bartók: 44 Duos für zwei Violinen komponiert 1931 im Druck erschienen 1933
- Carl Nielsen: Commotio op. 58 (Orgelmusik); Allegretto F-Dur für zwei Blockflöten
- Sergei Sergejewitsch Prokofjew: Streichquartett Nr. 1 h-moll op. 50, Uraufführung 25. April; 4. Klavierkonzert op. 53
- Igor Strawinsky: Konzert für Violine und Orchester in D

### Musiktheater
- 18. Januar: In Königsberg hat die komische Oper König Midas von Wilhelm Kempff ihre Uraufführung. Das vom Komponisten verfasste Libretto basiert auf dem Textbuch zu dem Singspiel Das Urteil des Midas von Christoph Martin Wieland.
- 20. Januar: Uraufführung des Balletts Mille e una notte von Victor de Sabata am Tetro alla Scala in Mailand
- 05. März: Uraufführung der Oper La vedova scaltra von Ermanno Wolf-Ferrari (Musik) mit einem Libretto von Mario Ghisalberti im Teatro dell’Opera di Roma.
- 17. Mai: Die Uraufführung der Oper Matka (Die Mutter) von Alois Hába findet an der Bayerischen Staatsoper in München statt.
- 30. Mai: Uraufführung der Operette La Belle de Moudon von Arthur Honegger am Théâtre du Jorat in Mézières
- 04. Juni: An der Komischen Oper Berlin wird die Operette Frauen haben das gern…! von Walter Kollo uraufgeführt. Das Libretto stammt von dem Autorengespann Franz Arnold und Ernst Bach. Rideamus alias Fritz Oliven steuerte die Gesangstexte bei.
- 24. Juli: Die Uraufführung der Operette Die Blume von Hawaii von Paul Abraham erfolgt am Neuen Theater in Leipzig.
- 16. Oktober: Ralph Benatzkys Operette in vier Bildern Zur gold’nen Liebe hat ihre Uraufführung an der Komischen Oper in Berlin. Das Libretto stammt von Willi Wolff und Martin Zickel.
- 13. November: Die Oper Friedemann Bach von Paul Graener wird im Mecklenburgische Staatstheater in Schwerin uraufgeführt. Das Libretto stammt von Rudolf Lothar. Der Text basiert auf dem gleichnamigen „biografischen“ Roman von Albert Emil Brachvogel. Titelfigur ist der Komponist Wilhelm Friedemann Bach. Die Handlung ist aber frei erfunden.
- 08. Dezember: Die Uraufführung der Oper The Christmas Rose von Frank Bridge findet in London statt.
- 26. Dezember: Das Musical Of Thee I Sing der Brüder George und Ira Gershwin sowie George Simon Kaufman und Morrie Ryskind wird am Music Box Theatre in New York City uraufgeführt. Die Polit-Satire wird als erstes Musical den Pulitzer-Preis erhalten.

Weitere Bühnenwerksuraufführungen
- Oscar Straus: Der Bauerngeneral (Operette)
- Eduard Künneke: Nadja (Oper)
- Erich Wolfgang Korngold: Das Lied der Liebe, Operette nach Motiven von Johann Strauss (Sohn).
- Julius Bittner: Der Maestro (Oper)
- Ralph Benatzky: Morgen geht's uns gut (musikalische Posse)

### Vokalmusik
- Thorvald Aagaard veröffentlicht Tyve gamle danske Sange af N. F. S. Grundtvig [20 alte dänische Gesänge von Nikolai Frederik Severin Grundtvig] für Singstimme und Klavier bei Wilhelm Hansen in Kopenhagen.[1] OCLC 873349338
- Evald Aav: Tervidus kevadele [Frühlingsgruß], Text: Hendrik Visanpuu, Lied[2]

## Musikinstrumente
- Der Enkel des Orgelbauers John Abbey, John Marie Francois Abbey, baut die Orgel der Amerikanischen Kirche in Paris.[3]

## Neuveröffentlichungen (Auswahl)

### Lieder und Kompositionen
| Lied                        | Text            | Musik          | Erstinterpret    | Label | Veröffentlichung | Genre       | Weitere Informationen                                                                                         |
| --------------------------- | --------------- | -------------- | ---------------- | ----- | ---------------- | ----------- | --- |
| All of Me                   | Seymour Simons  | Gerald Marks   | Belle Baker      |       | 1931             | Jazz, Swing | Erstmals im Rahmen des Musicals Americana aufgeführt                                                          |
| As Time Goes By             | Herman Hupfeld  | Herman Hupfeld | Frances Williams |       | 1931             | Jazz        | wurde mehr als ein Jahrzehnt nach seiner Veröffentlichung durch die Verwendung im Film Casablanca weltbekannt |
| Morning Has Broken          | Eleanor Farjeon |                |                  |       | 1931             | Folk        | Ökumenisches Kirchenlied                                                                                      |
| Über den Dächern von Berlin | Allan Gray      |                |                  |       | 1931             | Filmsong    | für den Tonfilm Berlin – Alexanderplatz geschrieben                                                           |

## Geboren

### Januar
- 05. Januar: Alvin Ailey, US-amerikanischer Tänzer und Choreograf († 1989)
- 05. Januar: Alfred Brendel, österreichischer Pianist († 2025)
- 06. Januar: Lucienne L’Heureux-Arel, kanadische Organistin und Musikpädagogin
- 08. Januar: Bill Graham, US-amerikanischer Impresario († 1991)
- 11. Januar: Eve Queler, US-amerikanische Dirigentin und Gründerin und emeritierte künstlerische Leiterin des Opera Orchestra of New York
- 11. Januar: Mary Rodgers, US-amerikanische Musical-Komponistin und Schriftstellerin († 2014)
- 12. Januar: Roland Alphonso, jamaikanischer Tenorsaxophonist († 1998)
- 12. Januar: Yolande Dulude, kanadische Sängerin († 2003)
- 14. Januar: Juraj Pospíšil, slowakischer Komponist († 2007)

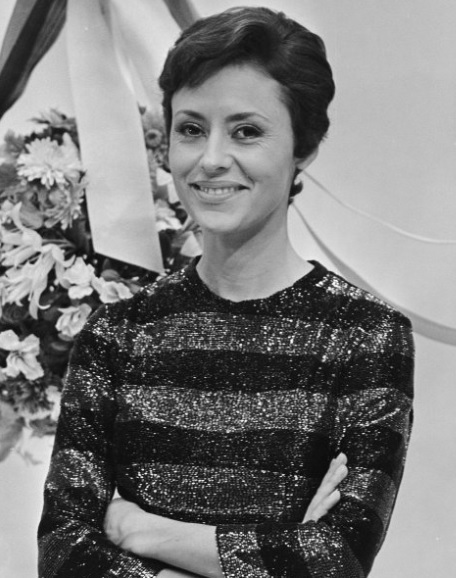
Caterina Valente; * 14. Januar

- 14. Januar: Caterina Valente, Schauspielerin und Sängerin († 2024)
- 17. Januar: Lolita, österreichische Sängerin († 2010)
- 19. Januar: Bahadur Khan, indischer Sarodspieler, Komponist und Musikpädagoge († 1989)
- 20. Januar: Birgit Finnilä, schwedische Altistin
- 21. Januar: Alfred Reichling, deutscher Orgelforscher, Autor und Herausgeber

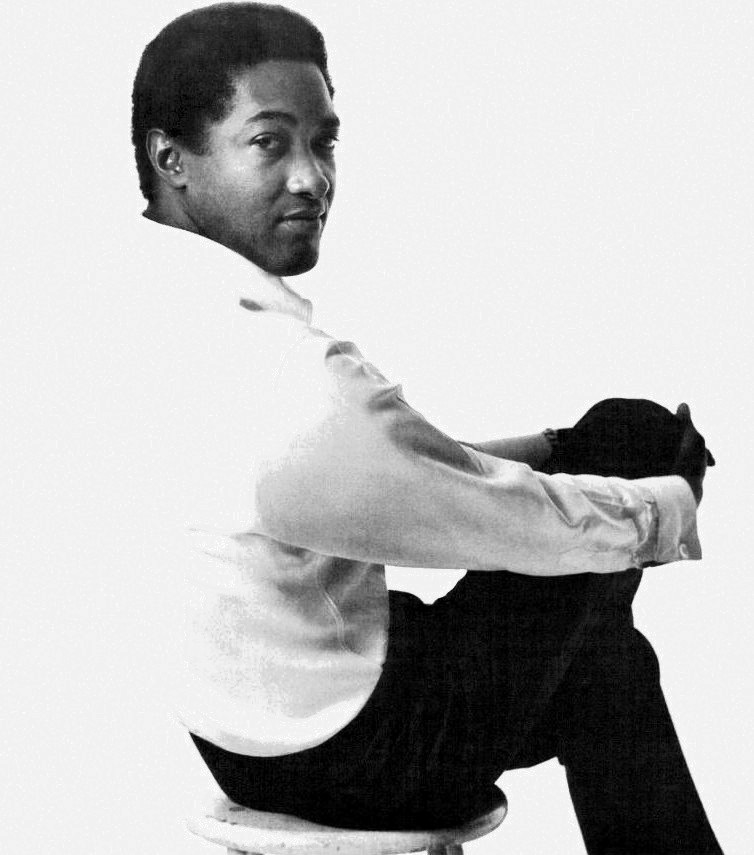
Sam Cooke; * 22. Januar

- 22. Januar: Sam Cooke, US-amerikanischer Sänger († 1964)
- 24. Januar: Ib Nørholm, dänischer Komponist († 2019)
- 25. Januar: Klaus Bernbacher, deutscher Dirigent und Politiker († 2023)
- 28. Januar: Felicia Donceanu, rumänische Komponistin († 2022)
- 28. Januar: Ezio Flagello, US-amerikanischer Opernsänger († 2009)

### Februar
- 06. Februar: John Pisano, US-amerikanischer Gitarrist des Modern Jazz († 2024)
- 08. Februar: Shadia, ägyptische Filmschauspielerin und Sängerin († 2017)
- 11. Februar: Harold Granowsky, US-amerikanischer Jazzmusiker und Musikproduzent († 1997)
- 12. Februar: Herbert F. Schubert, deutscher Tänzer und Choreograf († 2011)
- 14. Februar: Perikles Fotopoulos, griechisch-italienischer Schlagersänger und Opernregisseur († 2003)
- 16. Februar: Norbert Krieger, deutscher Orgelbauer
- 18. Februar: Werner Lutz, US-amerikanischer Jazzmusiker (Trompete, Flügelhorn) († 2025)
- 18. Februar: Victor Martens, kanadischer Sänger und Musikpädagoge († 2018)
- 19. Februar: Jorge Álvaro Sarmientos, guatemaltekischer Komponist († 2012)
- 20. Februar: Stanislav Apolin, tschechischer Cellist († 2010)
- 21. Februar: Dirk Hespers, deutscher Liedermacher, Musiker, Volksliedsammler und Lehrer († 2018)
- 25. Februar: Clarence Avant, US-amerikanischer Musikmanager, Geschäftsmann und Filmproduzent († 2023)
- 26. Februar: Francisco Kröpfl, argentinischer Komponist († 2021)

### März
- 02. März: Guy Lachapelle, kanadischer Perkussionist, Komponist und Musikpädagoge († 2008)
- 02. März: János Sebestyén, ungarischer Organist, Cembalist und Musikpädagoge († 2012)
- 03. März: Gino Sambuco, US-amerikanischer Musiker († 2023)
- 04. März: Sonya Hedenbratt, schwedische Sängerin und Schauspielerin († 2001)
- 05. März: Tamara Grigorjewna Miansarowa, sowjetische bzw. russische Sopranistin und Musikpädagogin († 2017)
- 05. März: Barry Tuckwell, australischer Hornist und Dirigent († 2020)
- 07. März: Mady Mesplé, französische Sopranistin († 2020)
- 10. März: Bernadetta Matuszczak, polnische Komponistin († 2021)
- 12. März: François Rabbath, US-amerikanischer Komponist
- 15. März: Dominic Joseph Fontana, US-amerikanischer Musiker († 2018)
- 16. März: Theo Altmeyer, deutscher Tenor und Professor für Gesang († 2007)
- 17. März: Lorraine Ellison, US-amerikanische Soul-Sängerin († 1983)
- 18. März: Sigurd Hilkenbach, deutscher Sänger, Musikredakteur und Verkehrshistoriker († 2024)
- 20. März: Antonio Tauriello, argentinischer Komponist, Dirigent und Pianist († 2011)

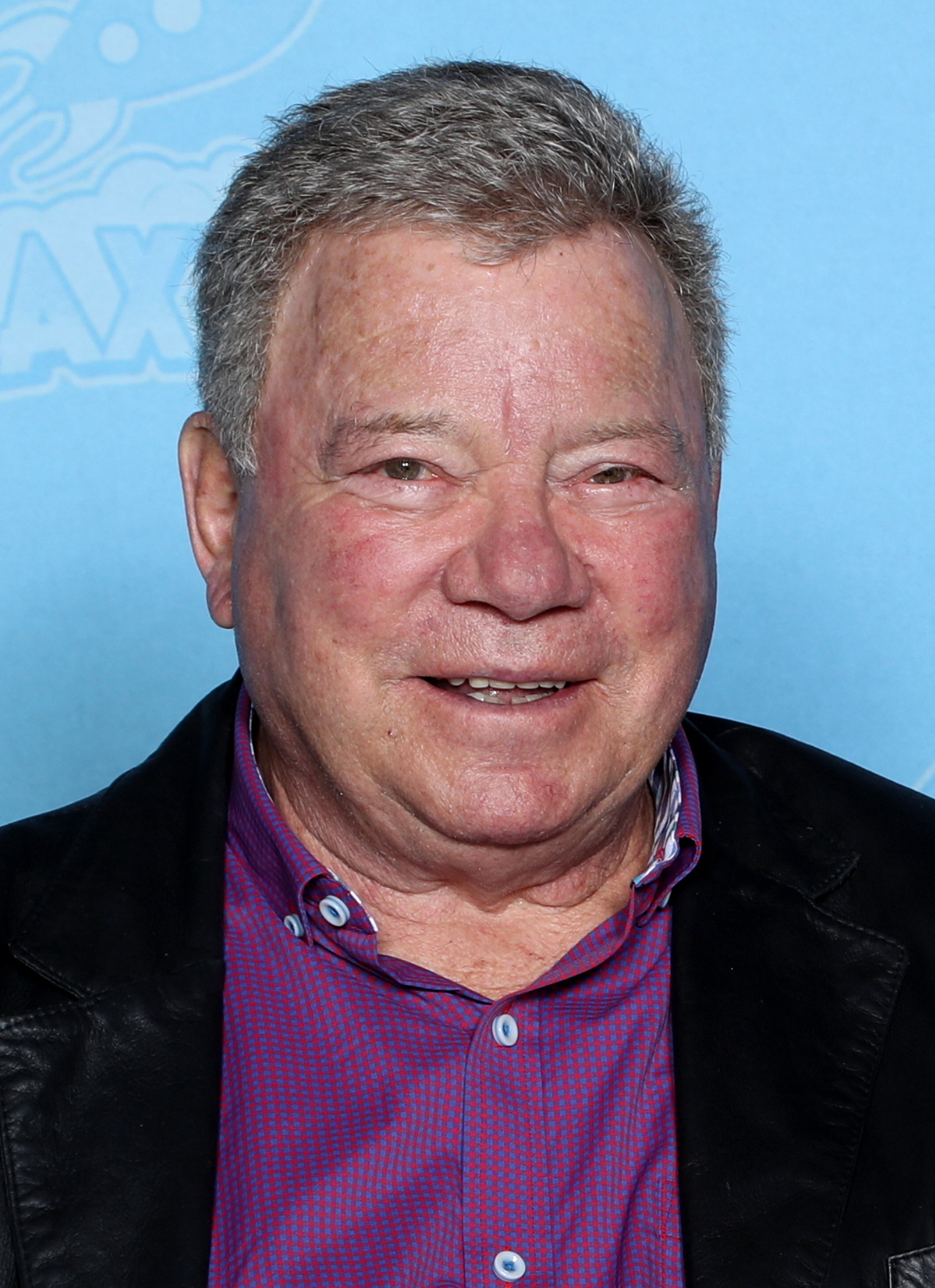
William Shatner; * 22. März

- 22. März: William Shatner, kanadischer Schauspieler, Sänger, Autor
- 25. März: Vytautas Barkauskas, litauischer Komponist († 2020)
- 25. März: Paul Motian, US-amerikanischer Jazzmusiker († 2011)
- 25. März: Vassilis Soukas, griechischer Klarinettist († 1993)
- 26. März: Charles Stepney, US-amerikanischer Jazz- und R&B-Musiker, Produzent, Arrangeur und Komponist († 1976)
- 27. März: Magdalena Ezoe, US-amerikanische Komponistin und Musikpädagogin
- 27. März: Yoriaki Matsudaira, japanischer Komponist († 2023)
- 27. März: Isobel Moore, schottische Harfenistin, Pianistin und Musikpädagogin
- 29. März: Ali Jackson senior, amerikanischer Jazzmusiker († 1987)
- 30. März: Sándor Szokolay, ungarischer Komponist († 2013)

### April
- 02. April: Manuel Carra, spanischer Pianist, Komponist und Musikpädagoge († 2024)
- 03. April: Jiří Laburda, tschechischer Komponist
- 04. April: Arthur Weisberg, US-amerikanischer Fagottist, Dirigent, Musikpädagoge und Komponist († 2009)
- 06. April: Andreas Holschneider, deutscher Musikhistoriker und Schriftsteller († 2019)
- 08. April: René Maillard, französischer Komponist († 2012)
- 09. April: Myriam Marbe, rumänische Komponistin († 1997)
- 10. April: Rafael Solano, dominikanischer Komponist und Pianist
- 11. April: Kōichi Sugiyama, japanischer Komponist, Dirigent und Orchestrator († 2021)
- 11. April: Frank Vicari, US-amerikanischer Jazzmusiker († 2006)
- 12. April: Chico Anysio, brasilianischer Schauspieler, Schriftsteller, Komiker und Komponist († 2012)
- 12. April: Miroslav Bázlik, slowakischer Komponist, Pianist, Pädagoge und Mathematiker († 2024)
- 14. April: Hasso Veit, deutscher Musiker († 2022)
- 16. April: John Littlejohn, US-amerikanischer Bluesgitarrist († 1994)

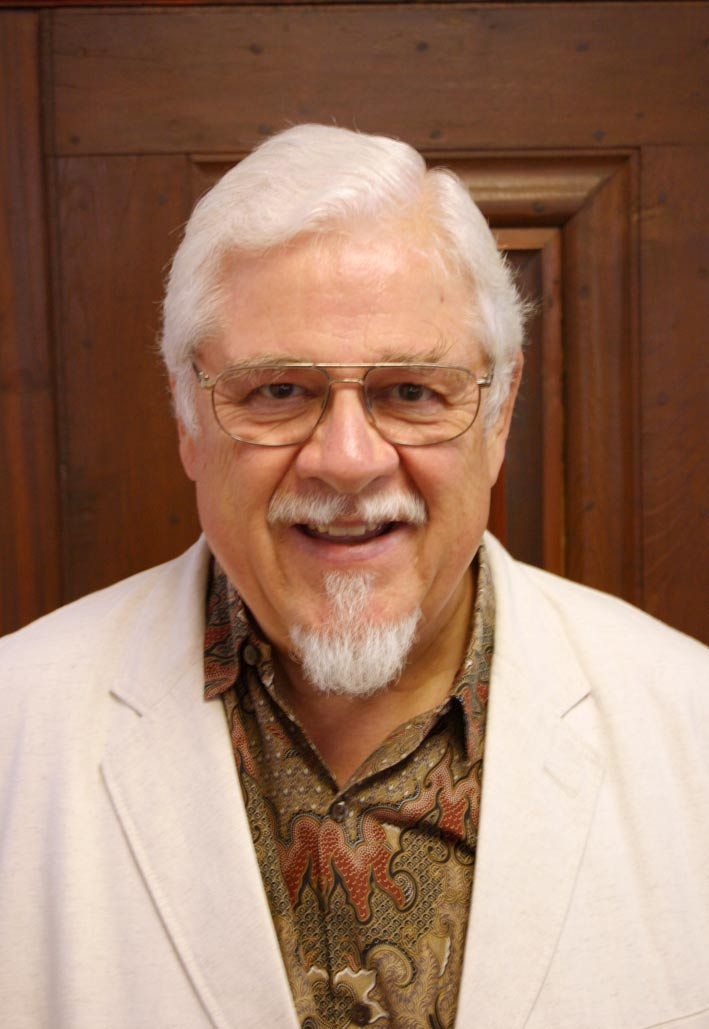
Bill Ramsey; * 17. April

- 17. April: Bill Ramsey, deutscher Jazz- und Schlagersänger († 2021)
- 18. April: Franz Heinze, deutscher Orgelbauer († 2011)
- 21. April: Margo MacKinnon, kanadische Sängerin und Gesangspädagogin
- 23. April: Billy Davenport, US-amerikanischer Schlagzeuger († 1999)
- 27. April: Krzysztof Komeda, polnischer Musiker († 1969)
- 29. April: Tony Vos, niederländischer Jazzmusiker und Musikproduzent († 2020)
- 30. April: Jimmie Lee Robinson, US-amerikanischer Bluesmusiker († 2002)

### Mai
- 04. Mai: Gennadi Nikolajewitsch Roschdestwenski, russischer Dirigent († 2018)
- 05. Mai: Jakob Bichsel, Schweizer Komponist und Dirigent
- 05. Mai: Abraham Kaplan, US-amerikanischer Chor- und Orchesterdirigent sowie Komponist († 2023)
- 06. Mai: Hasaan Ibn Ali, US-amerikanischer Jazzmusiker († 1980)
- 07. Mai: Teresa Brewer, US-amerikanische Popsängerin († 2007)
- 07. Mai: Ingvar Wixell, schwedischer Opernsänger († 2011)
- 08. Mai: Sam Kidd, US-amerikanischer Jazzmusiker (Bass) († 2025)
- 08. Mai: Charles Wilson, kanadischer Komponist, Chorleiter und Musikpädagoge († 2019)
- 09. Mai: Jorge Morel, argentinischer Gitarrist und Komponist († 2021)
- 09. Mai: Igor Ozim, slowenisch-österreichischer Violinist († 2024)
- 10. Mai: Yūzō Toyama, japanischer Komponist und Professor († 2023)
- 16. Mai: Donald Martino, US-amerikanischer Komponist († 2005)
- 16. Mai: Thomas Ungar, österreichischer Dirigent und Musikpädagoge

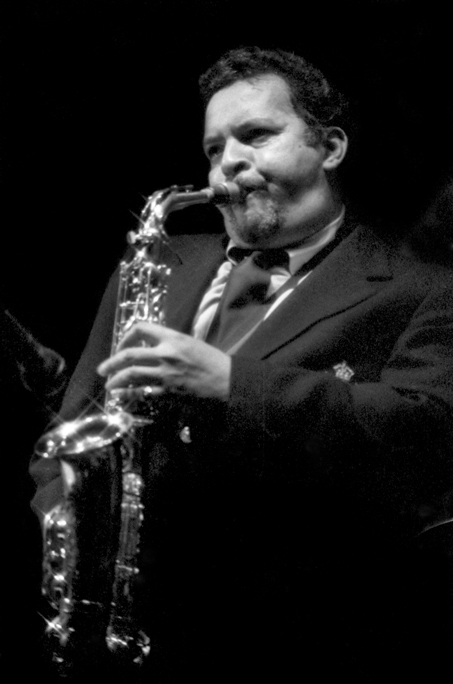
Jackie McLean; * 17. Mai

- 17. Mai: Jackie McLean, US-amerikanischer Jazz-Altsaxophonist († 2006)
- 18. Mai: Mark Lubotsky, russischer Violinist († 2021)
- 18. Mai: Jenne Meinema, niederländischer Jazz- und Unterhaltungsmusiker († 2020)
- 19. Mai: Trevor Peacock, britischer Schauspieler, Theaterschaffender, Drehbuchautor und Songwriter († 2021)
- 19. Mai: Ruben Radica, jugoslawischer bzw. kroatischer Komponist und Hochschullehrer († 2021)
- 19. Mai: Eric Tappy, Schweizer Opernsänger (Tenor) († 2024)
- 27. Mai: Věroslav Neumann, tschechischer Komponist und Musikpädagoge († 2006)
- 27. Mai: Hans Rudolf Zöbeley, deutscher Komponist, Chordirigent und Kirchenmusiker († 2007)
- 28. Mai: Sonny Burgess, US-amerikanischer Rockabilly-Musiker († 2017)
- 28. Mai: Friedrich Gabler, österreichischer Hornist († 2016)
- 28. Mai: Eric Von Schmidt, US-amerikanischer Maler, Illustrator, Folk-, Bluessänger und Singer-Songwriter († 2007)

### Juni
- 04. Juni: Jeremy Lubbock, britischer Musiker, Pianist, Arrangeur und Komponist († 2021)
- 07. Juni: Mike Pratt, britischer Komponist, Musiker und Schauspieler († 1976)
- 10. Juni: Dan Constantinescu, rumänischer Komponist († 1993)

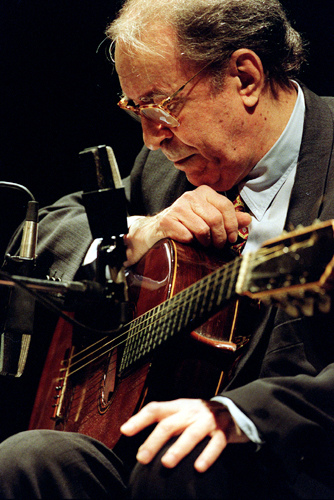
João Gilberto; * 10. Juni

- 10. Juni: João Gilberto, brasilianischer Gitarrist, Sänger und Komponist († 2019)
- 10. Juni: M. S. Gopalakrishnan, indischer klassischer Geiger († 2013)
- 13. Juni: Georges Arvanitas, französischer Jazz-Pianist und Hammond-Orgel-Spieler († 2005)
- 14. Juni: Jr. Walker, US-amerikanischer Tenorsaxophonist († 1995)
- 16. Juni: Ivo Petrić, slowenischer Komponist und Dirigent († 2018)
- 16. Juni: Norman Shetler, österreichischer Pianist und Puppenspieler († 2024)
- 18. Juni: Klaus Wunderlich, deutscher Musiker († 1997)
- 22. Juni: Umbi Arlati, schweizerischer Jazztrompeter und Musikpädagoge († 2015)
- 25. Juni: Glenmor, französischer Schriftsteller und Liedermacher († 1996)
- 25. Juni: Miroslav Košler, tschechischer Chorleiter und Musikpädagoge († 2016)
- 27. Juni: Ryszard Kwiatkowski, polnischer Komponist († 1993)
- 29. Juni: Osvaldo Requena, argentinischer Tangopianist, Bandleader, Arrangeur und Komponist († 2010)
- 30. Juni: Hyman Bress, kanadischer Geiger und Komponist († 1995)
- 30. Juni: Andrew Hill, US-amerikanischer Jazz-Pianist († 2007)

### Juli
- 01. Juli: Lonnie Barron, US-amerikanischer Country- und Rockabilly-Musiker († 1957)

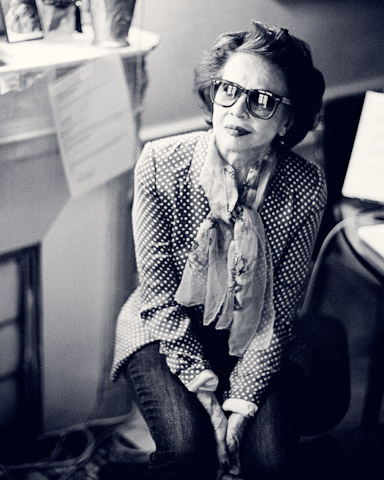
Leslie Caron; * 1. Juli

- 01. Juli: Leslie Caron, französische Tänzerin und Schauspielerin
- 01. Juli: Chris Strachwitz, US-amerikanischer Musikproduzent und Blues-Forscher († 2023)
- 02. Juli: Joachim Stalmann, deutscher lutherischer Theologe, Kirchenmusiker, Liturgie- und Musikwissenschaftler († 2023)
- 06. Juli: Joyce Mekeel, US-amerikanische Komponistin, Cembalistin und Musikpädagogin († 1997)

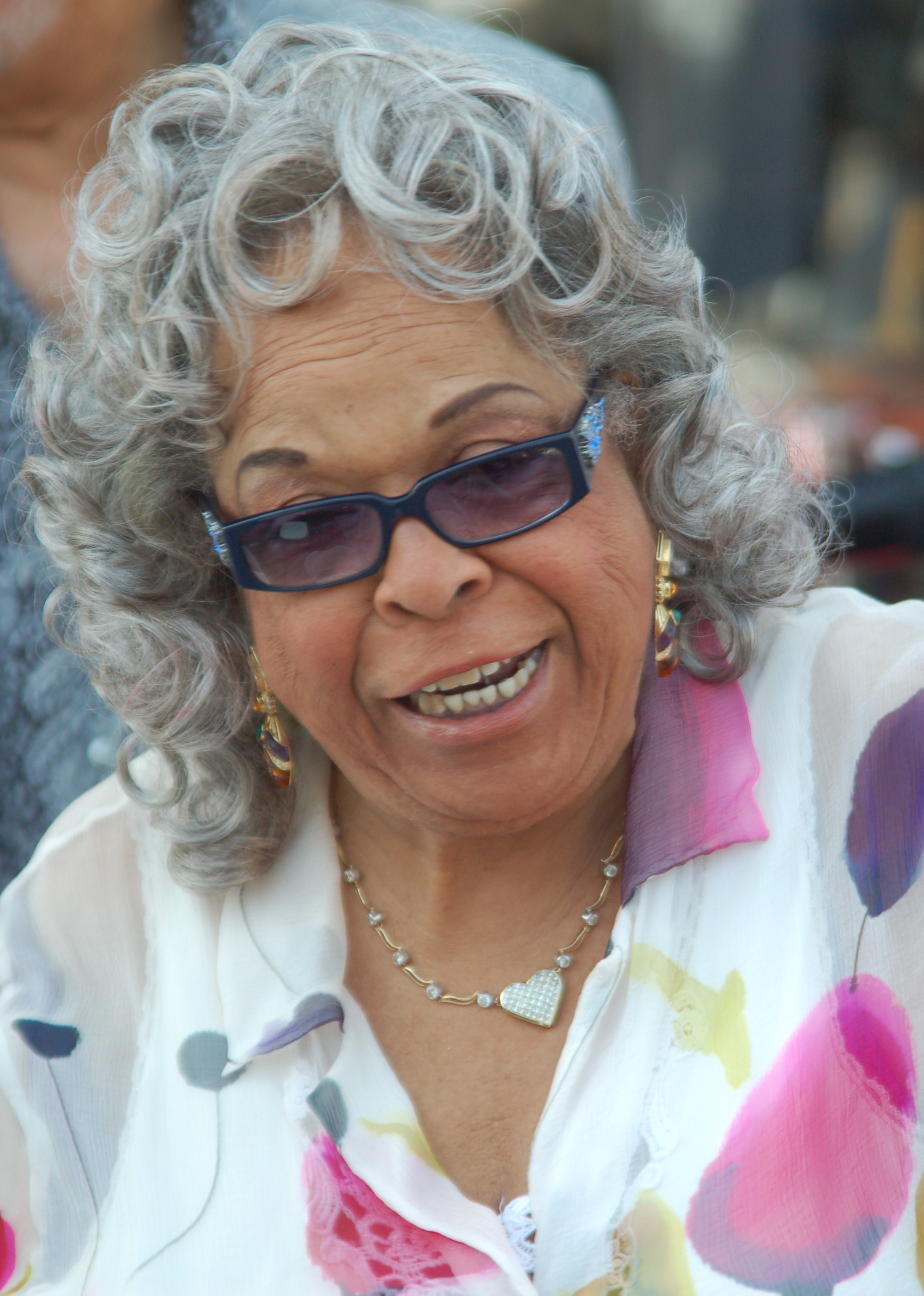
Della Reese; * 6. Juli

- 06. Juli: Della Reese, US-amerikanische Jazz- und Blues-Sängerin und Filmschauspielerin († 2017)
- 09. Juli: Thomas Dittmann, deutscher Kirchenmusiker († 1998)
- 13. Juli: Long John Hunter, US-amerikanischer Blues-Gitarrist, Sänger und Songwriter († 2016)
- 16. Juli: Werner König, deutscher Musikwissenschaftler und Komponist († 2018)
- 21. Juli: Leon Schidlowsky, chilenisch-israelischer Komponist und Maler († 2022)
- 22. Juli: Gordon Krunnfusz, US-amerikanischer Komponist und Musikpädagoge († 2011)
- 26. Juli: Tony Curiel, dominikanischer Opernbariton († 2009)
- 29. Juli: James Tatum, US-amerikanischer Jazzmusiker und Hochschullehrer († 2021)
- 30. Juli: Moshe Atzmon, israelischer Dirigent
- 30. Juli: Walter Opp, deutscher evangelischer Organist, Kirchenmusiker, ehemaliger Universitätsmusikdirektor und Hochschullehrer († 2022)
- 31. Juli: Ivan Rebroff, deutscher Sänger († 2008)

### August
- 01. August: Kamil Hála, tschechoslowakischer bzw. tschechischer Jazzmusiker und Bigband-Leader († 2014)
- 01. August: John Stratton, kanadischer Sänger, Musikhistoriker und -produzent († 2001)
- 02. August: Philippa Schuyler, US-amerikanische Pianistin, Journalistin und Autorin († 1967)
- 04. August: Viktor Lukas, deutscher Organist und Hochschullehrer
- 06. August: Jean-Louis Chautemps, französischer Jazzmusiker und -autor († 2022)
- 07. August: F. R. C. Clarke, kanadischer Organist, Chorleiter, Komponist und Musikpädagoge († 2009)
- 10. August: Renate Holm, deutsch-österreichische Opernsängerin (Lyrischer Sopran, Koloratursopran) († 2022)
- 13. August: Nick Martinis, US-amerikanischer Jazzmusiker (Schlagzeug)
- 17. August: Topsy Küppers, österreichische Schauspielerin, Sängerin und Theaterleiterin († 2025)
- 17. August: Luisín Landáez, venezolanisch-chilenischer Sänger († 2008)
- 17. August: Floyd Newman, US-amerikanischer Saxophonist († 2023)
- 19. August: Ruth Hohmann, deutsche Jazzsängerin
- 19. August: Lluís Serrahima i Villavecchia, katalanischer Schriftsteller und Liedermacher († 2020)
- 20. August: Alain Goraguer, französischer Jazzpianist und Komponist († 2023)
- 21. August: Dietrich Schuberth, deutscher Kirchenmusiker und evangelischer Theologe († 2022)
- 22. August: Yōichirō Ōmachi, japanischer Dirigent und Hochschulprofessor († 2022)
- 24. August: George Devens, US-amerikanischer Jazz- und Studiomusiker († 2021)
- 25. August: Jorge Sobral, argentinischer Tangosänger und Schauspieler († 2005)
- 30. August: Ifor James, britischer Hornist († 2004)
- 30. August: Ermano Maggini, Schweizer Musikpädagoge und Komponist († 1991)

### September
- 01. September: Willie Ruff, US-amerikanischer Jazzmusiker und Komponist († 2023)
- 01. September: Javier Solís, mexikanischer Sänger († 1966)
- 02. September: Clifford Jordan, US-amerikanischer Jazz-Saxophonist († 1993)
- 03. September: Rudolf Kelterborn, Schweizer Komponist und Dirigent († 2021)
- 04. September: Mitzi Gaynor, US-amerikanische Schauspielerin, Sängerin und Tänzerin († 2024)
- 05. September: Virgil Gonsalves, US-amerikanischer Jazz-Saxophonist († 2008)
- 05. September: Cortland Hultberg, US-amerikanisch-kanadischer Musikpädagoge, Chorleiter und Komponist († 2002)
- 09. September: Clarence Rivers, US-amerikanischer Geistlicher, Komponist und Autor († 2004)
- 10. September: Franco Manzecchi, italienischer Jazz-Schlagzeuger († 1979)
- 12. September: George Jones, US-amerikanischer Country-Musiker († 2013)
- 12. September: Tommy Moore, britischer Schlagzeuger († 1981)
- 14. September: Pavel Blatný, tschechischer Komponist († 2021)
- 16. September: Jan Johansson, schwedischer Jazzmusiker und Komponist († 1968)
- 17. September: Eddie Burks, US-amerikanischer Bluesmusiker († 2005)
- 17. September: Jacinto Gimbernard, dominikanischer Geiger und Schriftsteller († 2017)
- 19. September: Brook Benton, US-amerikanischer Soul-Sänger und Songschreiber († 1988)
- 20. September: Jack Ackerman, US-amerikanischer Songwriter, Sänger und Schauspieler († 1991)
- 22. September: Johnny Bernero, US-amerikanischer Schlagzeuger († 2001)
- 22. September: Nello Santi, italienischer Dirigent († 2020)
- 24. September: Sándor Károlyi, ungarisch-deutscher Geiger, Konzertmeister und Hochschullehrer († 2022)

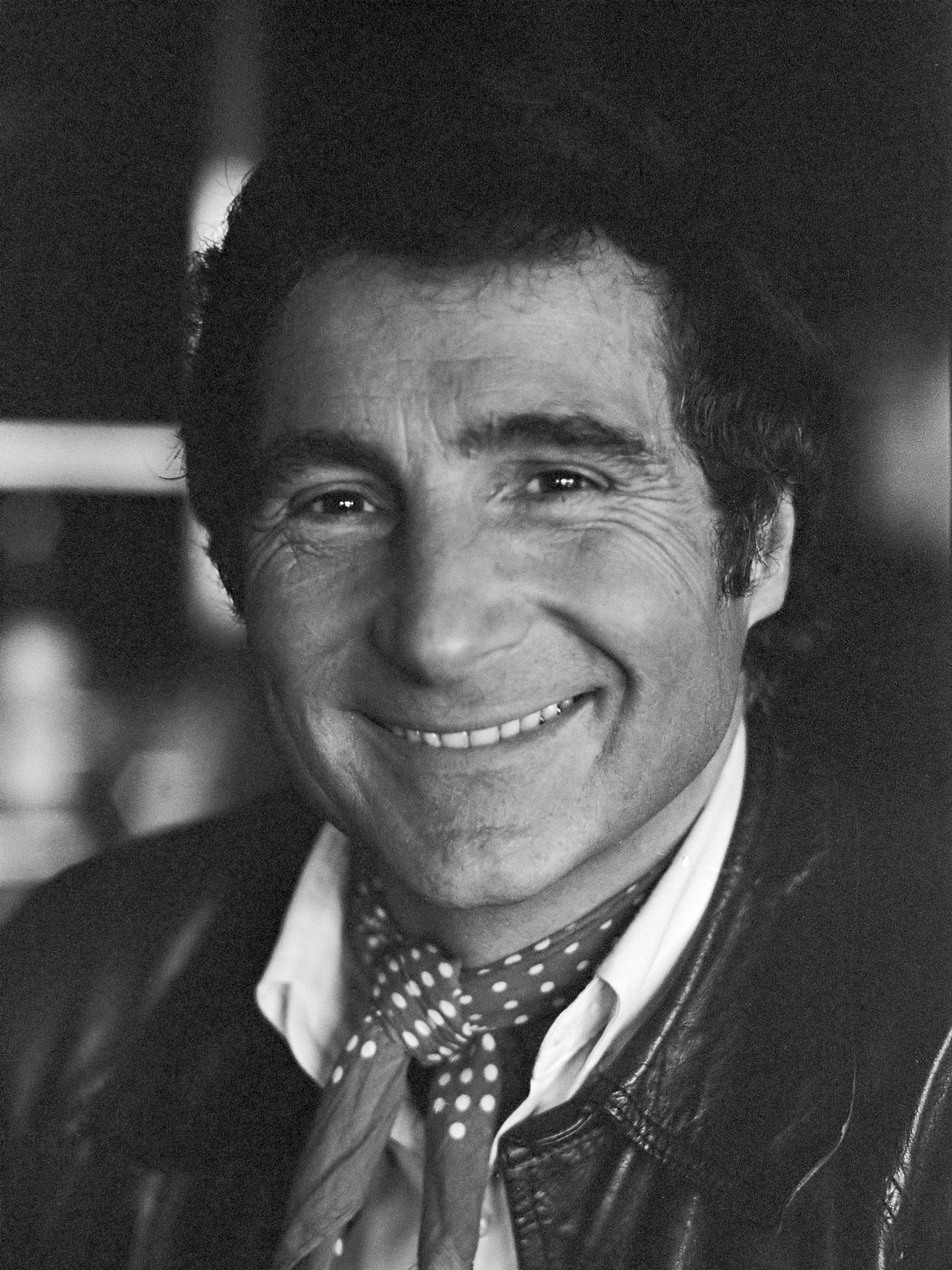
Freddy Quinn; * 27. September

- 27. September: Freddy Quinn, deutschsprachiger Schlagersänger
- 27. September: Jan Corazolla, deutscher Dirigent und Cellist († 1998)
- 28. September: John Gilmore, US-amerikanischer Jazzmusiker († 1995)
- 28. September: John de Mol sen., niederländischer Sänger und Musikunternehmer († 2013)
- 30. September: Meri Simchowna Lebenson, sowjetische und russische Pianistin († 2020)

### Oktober
- 01. Oktober: Sylvano Bussotti, italienischer Komponist († 2021)
- 01. Oktober: Franc Košir, slowenischer Musiker († 1991)
- 01. Oktober: Paul McIntyre, kanadischer Komponist, Pianist, Dirigent und Musikpädagoge († 2020)
- 02. Oktober: Pierre Cogen, französischer Organist, Komponist und Musikpädagoge († 2025)
- 02. Oktober: Héctor De Rosas, argentinischer Tangosänger († 2015)
- 05. Oktober: Erkki Rautio, finnischer Violoncellist
- 07. Oktober: Walter Kubiczeck, deutscher Komponist und Bandleader († 2009)
- 07. Oktober: Gordon Terry, US-amerikanischer Country-Musiker († 2006)
- 10. Oktober: Günter Hapke, deutscher Schlagersänger († 2021)
- 12. Oktober: Marcela Machotková, tschechoslowakische Opernsängerin († 2021)

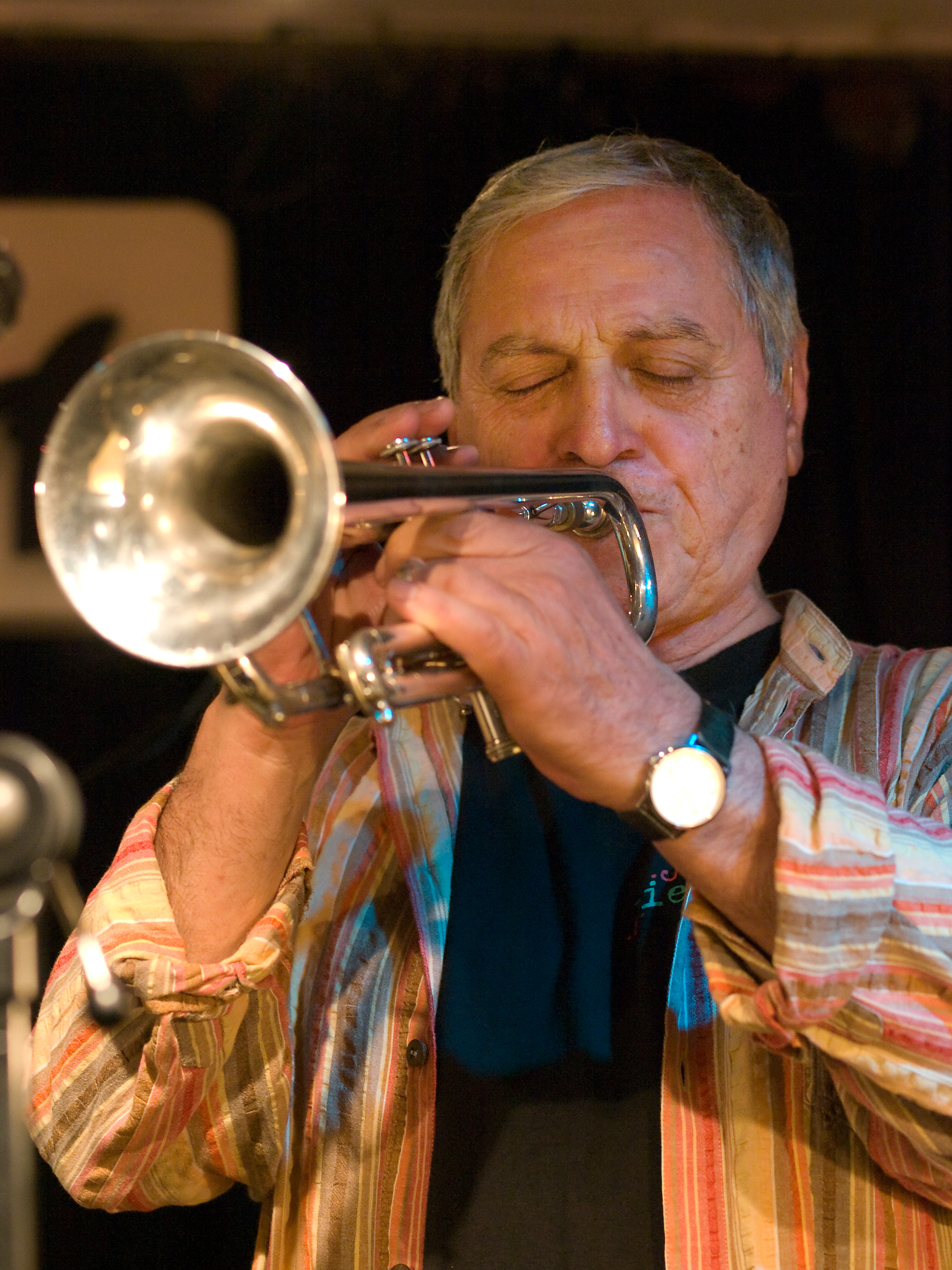
Dusko Goykovich; * 14. Oktober

- 14. Oktober: Dusko Goykovich, jugoslawisch-deutscher Jazztrompeter bzw. -flügelhornist, Arrangeur und Bandleader († 2023)
- 14. Oktober: Rafael Puyana Michelsen, kolumbianischer Cembalist († 2013)
- 17. Oktober: Wilfried Krug, deutscher Heldentenor († 1988)
- 17. Oktober: Gerd Seifert, deutscher Hornist († 2019)
- 20. Oktober: Hana Hegerová, slowakische Chansonsängerin und Schauspielerin († 2021)
- 23. Oktober: Donald Hadfield, kanadischer Organist, Chorleiter und Kirchenmusiker († 2005)

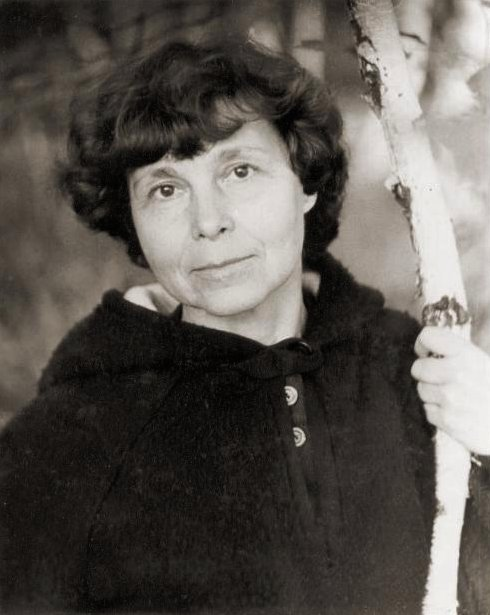
Sofia Gubaidulina; * 24. Oktober

- 24. Oktober: Sofia Gubaidulina, russische Komponistin († 2025)
- 26. Oktober: Detroit Junior, US-amerikanischer Bluesmusiker († 2005)
- 28. Oktober: Jimmy Patton, US-amerikanischer Country- und Rockabilly-Musiker († 1989)
- 29. Oktober: Gerd Feldhoff, deutscher Opernsänger († 2024)
- 31. Oktober: David Lumsdaine, australischer Komponist († 2024)

### November
- 01. November: Dmitri Alexandrowitsch Baschkirow, russischer Pianist († 2021)
- 02. November: Paul E. Affeldt, US-amerikanischer Autor und Musikproduzent († 2004)
- 02. November: Phil Woods, US-amerikanischer Musiker († 2015)
- 05. November: Ike Turner, US-amerikanischer Musiker und Produzent († 2007)
- 09. November: Maureen Watson, australische Aktivistin, Autorin, Sängerin und Schauspielerin († 2009)
- 11. November: Leslie Parnas, US-amerikanischer Violoncellist († 2022)
- 13. November: Hans-Walter Berg, deutscher Musikwissenschaftler und Musikpädagoge († 2021)
- 13. November: Raymond Gniewek, US-amerikanischer Geiger († 2021)
- 16. November: Bob Gibson, US-amerikanischer Folkmusiker († 1996)
- 16. November: Hubert Sumlin, US-amerikanischer Blues-Gitarrist († 2011)
- 18. November: Christoph Stroux, deutscher Musikwissenschaftler
- 21. November: Malcolm Williamson, australischer Komponist († 2003)

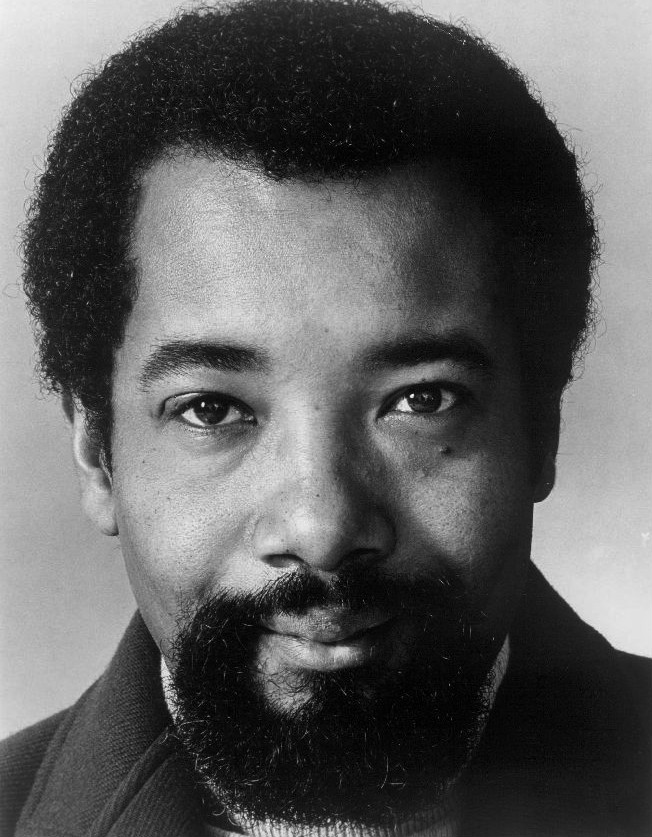
Nat Adderley; * 25. November

- 25. November: Nat Adderley, US-amerikanischer Jazz-Kornettist und -Trompeter († 2000)
- 27. November: Jean Philippe, französischer Sänger († 2022)

### Dezember
- 01. Dezember: Hank Bartels, US-amerikanischer Jazzmusiker († 2022)
- 05. Dezember: James Cleveland, US-amerikanischer Gospelsänger, Pianist und Komponist († 1991)
- 06. Dezember: Lonesome Drifter, US-amerikanischer Country- und Rockabilly-Musiker
- 08. Dezember: Rudolf Komorous, kanadischer Komponist, Fagottist und Musikpädagoge
- 10. Dezember: Luis Santi, kubanischer Pianist, Sänger und Bandleader
- 10. Dezember: Makoto Shinohara, japanischer Komponist und Professor († 2024)
- 13. Dezember: George Fortune, US-amerikanischer Opernsänger († 2019)
- 13. Dezember: Wolfgang Stockmeier, deutscher Komponist, Organist und Hochschullehrer († 2015)
- 14. Dezember: Ferry Graf, österreichischer Sänger († 2017)
- 16. Dezember: Milton Barnes, kanadischer Jazzschlagzeuger, Komponist und Dirigent († 2001)
- 16. Dezember: Kenneth Gilbert, kanadischer Cembalist († 2020)
- 16. Dezember: Shelby Singleton, US-amerikanischer Musikproduzent († 2009)
- 17. Dezember: Frankie Miller, US-amerikanischer Country-Musiker
- 17. Dezember: Wilhelm Schepping, deutscher Musikwissenschaftler
- 19. Dezember: Dalton Baldwin, US-amerikanischer Pianist († 2019)
- 23. Dezember: Maria Tipo, italienische Pianistin († 2025)
- 24. Dezember: Ray Bryant, US-amerikanischer Jazzpianist († 2011)

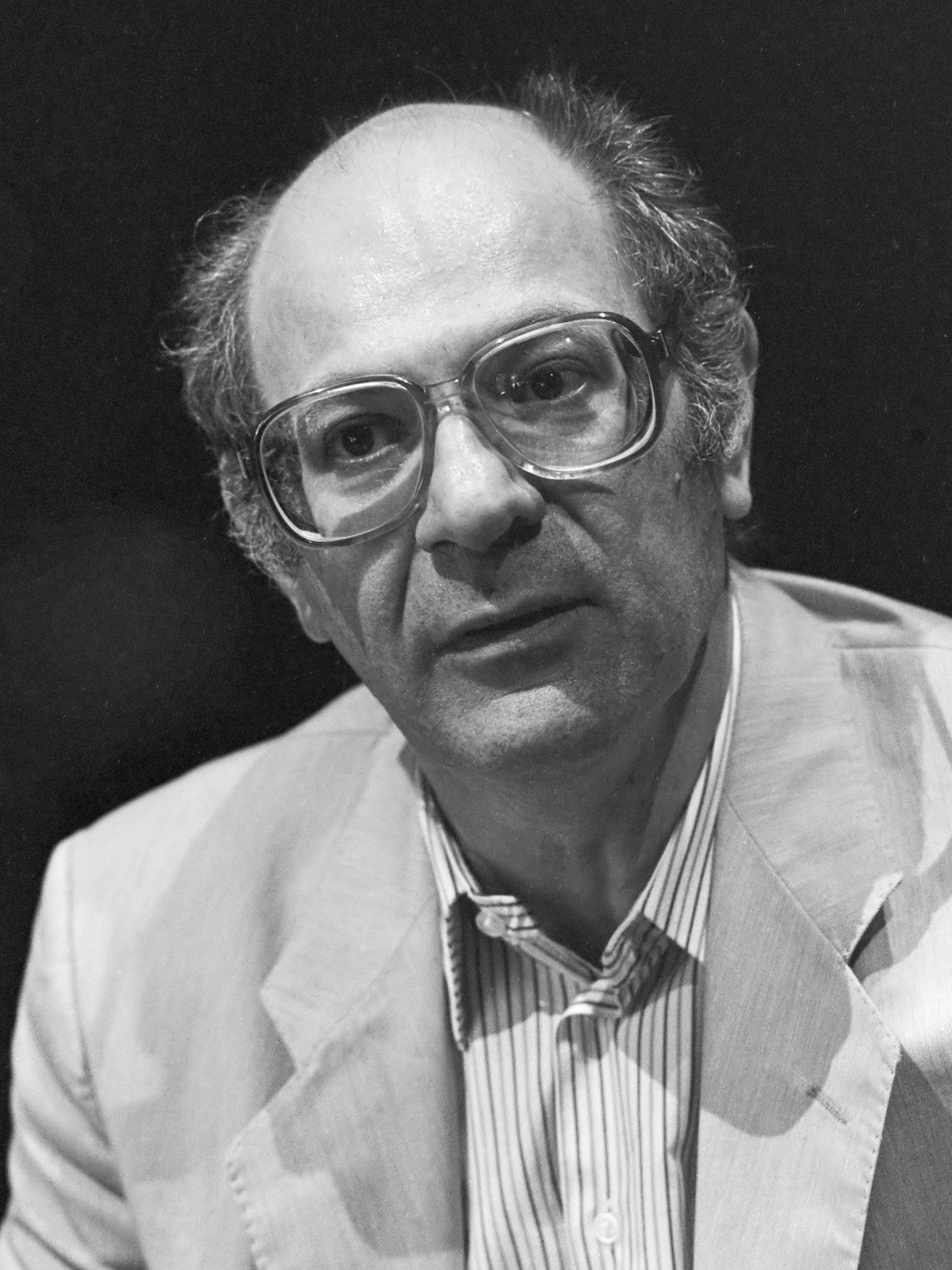
Mauricio Kagel; * 24. Dezember

- 24. Dezember: Mauricio Kagel, argentinisch-deutscher Komponist, Dirigent, Librettist und Regisseur († 2008)
- 27. Dezember: Wladimir Borissowitsch Feijertag, russischer Jazz-Autor und Promoter († 2024)
- 27. Dezember: Scotty Moore, US-amerikanischer Musiker und Gitarrist († 2016)
- 28. Dezember: Renato Capriles, venezolanischer Musiker und Orchesterleiter († 2014)
- 29. Dezember: Jan Konopásek, tschechisch-amerikanischer Jazzmusiker († 2020)
- 30. Dezember: Hans Eckart Besch, deutscher Pianist und Hochschullehrer
- 30. Dezember: Skeeter Davis, US-amerikanische Sängerin († 2004)
- 31. Dezember: Kurt Muthspiel, österreichischer Chorerzieher und Komponist († 2001)

### Genaues Geburtsdatum unbekannt
- Daniel Abrams, US-amerikanischer Pianist und Komponist
- Awalmir, afghanischer Sänger, Musiker und Komponist († 1982)
- Richard Burkart, US-amerikanischer Jazzmusiker und Hochschullehrer († 2023)
- Jamie Colpitts, kanadischer Jazzmusiker († 2023)
- Mel Davis, US-amerikanischer Jazz- und Unterhaltungsmusiker († 2004)
- Ricardo Galeazzi, argentinischer Jazzmusiker (Kontrabass) und Weltmusik-Künstler († 1989)
- Marija Kossewa, bulgarische Sängerin († 2022)
- Joni Metcalf, US-amerikanische Jazzmusikerin († 2022)
- Herb Pilhofer, US-amerikanischer Jazzmusiker (Piano, Komposition) und Tontechniker
- Borislav Popović, jugoslawisch-serbischer Theater- und Opernregisseur († 2009)
- Enzo Porta, italienischer Geiger, Musikpädagoge und -wissenschaftler († 2020)
- Lothar Seyfarth, deutscher Musiker, Pianist und Dirigent
- Rudolf Stambolla, albanischer Sänger und Schauspieler († 2021)
- Motoharu Yoshizawa, japanischer Jazzbassist († 1998)

## Gestorben

### Januar bis Juni
- 21. Januar: Felix Blumenfeld, russischer Komponist (* 1863)

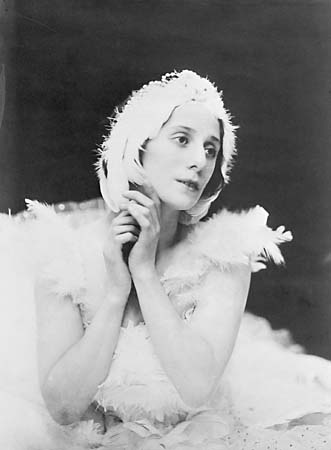
Anna Pavlova; † 23. Januar

- 23. Januar: Anna Pawlowa, russische Tänzerin (* 1881)
- 04. Februar: Sepp Eringer, deutscher Schauspieler und Volkssänger (* 1873)
- 23. Februar: Mario Ancona, italienischer Sänger und Musikpädagoge (* 1860)
- 23. Februar: Nellie Melba, australische Sopran-Sängerin (* 1861)
- 09. März: Charles Galloway, US-amerikanischer Komponist (* 1871)
- 21. März: Ernesto Consolo, italienischer Pianist, Musikpädagoge und Komponist (* 1864)
- 04. April: George Whitefield Chadwick, US-amerikanischer Komponist (* 1854)
- 09. April: Paul Vidal, französischer Komponist (* 1863)
- 12. April: Casiano Rojo Olalla, spanischer Organist, Chorleiter und Musikwissenschaftler (* 1877)
- 00. April: Arnold Shultz, US-amerikanischer Blues- und Old-Time-Gitarrist (* 1886)
- 01. Mai: John Storer, britischer Organist und Komponist (* 1858)
- 02. Mai: Ernest Gagnier, kanadischer Cellist und Oboist (* 1898)
- 03. Mai: Otto Winter-Hjelm, norwegischer Komponist, Dirigent, Organist, Musikkritiker und -pädagoge (* 1837)
- 06. Mai: Fiddlin’ Sam Long, US-amerikanischer Old-Time-Musiker (* 1876)
- 12. Mai: Eugène Ysaÿe, belgischer Violinist und Komponist (* 1858)
- 21. Mai: Andrew Mack, US-amerikanischer Vaudevillekünstler, Schauspieler, Sänger und Songwriter irischer Abstammung (* 1863)
- 22. Mai: Ofelia Nieto, spanische Sängerin (* 1898)
- 09. Juni: Henrique Oswald, brasilianischer Komponist (* 1852)
- 11. Juni: Wilhelm Bopp, deutscher Dirigent, Musikschriftsteller und Musikpädagoge (* 1863)

### Juli bis Dezember
- 04. Juli: Emma Cecilia Thursby, US-amerikanische Konzertsängerin und Hochschullehrerin (* 1845)
- 23. Juli: Pedro Fontanilla, spanischer Pianist, Komponist, Musikwissenschaftler und -pädagoge (* 1856)
- 27. Juli: Lennart Arvid Lundberg, schwedischer Pianist, Komponist und Musikpädagoge (* 1863)
- 05. August: Domingo Santa Cruz, argentinischer Bandoneonist, Bandleader und Tangokomponist (* 1884)

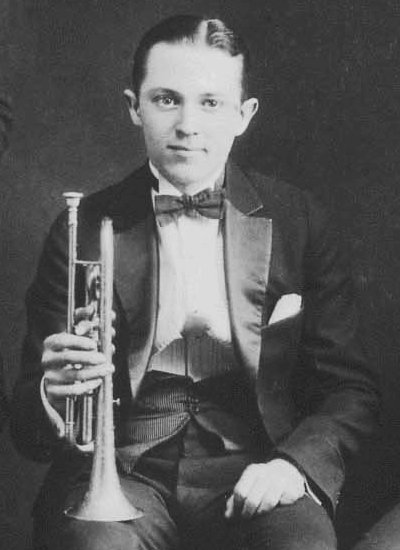
Bix Beiderbecke; † 6. August

- 06. August: Bix Beiderbecke, US-amerikanischer Jazz-Musiker und Kornettist (* 1903)

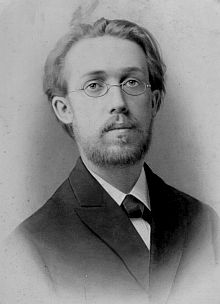
Waldemar von Baußnern; † 20. August

- 20. August: Waldemar von Baußnern, deutscher Komponist und Musikpädagoge (* 1866)
- 26. August: Heinrich Grünfeld, österreichischer Komponist, Cellist und Musikpädagoge (* 1855)
- 31. August: Andrei Wiktorowitsch Anochin, russischer Ethnograph, Musikwissenschaftler und Komponist (* 1869)
- 10. September: Alfonso Rendano, italienischer Pianist und Musikpädagoge (* 1853)
- 26. September: Harry Macdonough, kanadischer Sänger (* 1871)

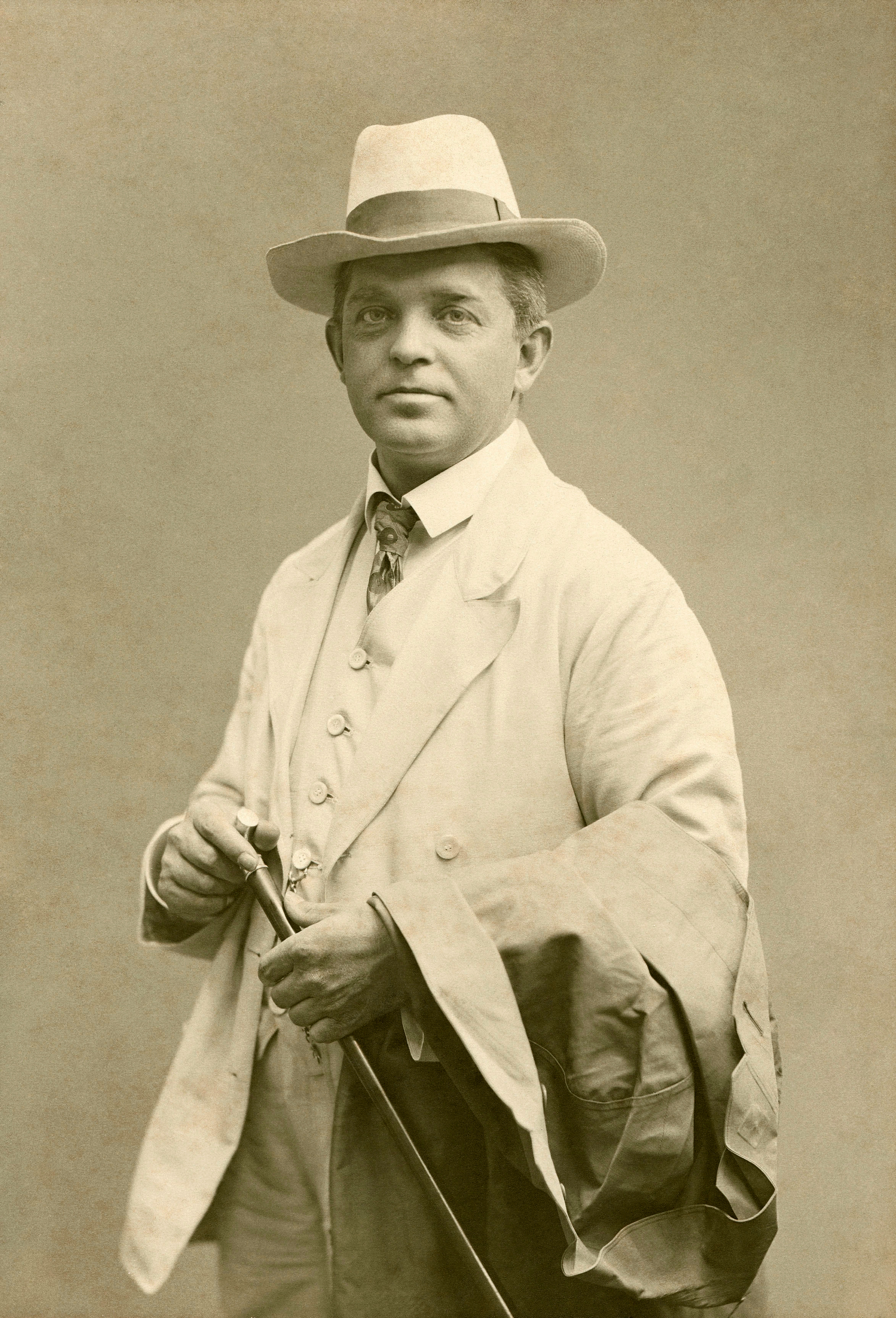
Carl Nielsen; † 3. Oktober

- 03. Oktober: Carl Nielsen, dänischer Komponist (* 1865)
- 08. Oktober: Luigi von Kunits, österreichischer Dirigent, Komponist, Geiger und Musikpädagoge (* 1870)
- 20. Oktober: Emánuel Moór, ungarischer Komponist (* 1863)
- 21. Oktober: Barbecue Bob, US-amerikanischer Bluespionier (* 1902)
- 26. Oktober: Celestino Piaggio, argentinischer Komponist, Pianist und Dirigent (* 1886)
- 27. Oktober: Ludvík Vítězslav Čelanský, tschechischer Dirigent und Komponist (* 1870)
- 28. Oktober: John Marie François Abbey, französischer Orgelbauer (* 1886)
- 04. November: Buddy Bolden, US-amerikanischer Jazz-Musiker (* 1877)
- 14. November: Eddie Mapp, US-amerikanischer Blues-Mundharmonikaspieler (* 1910)
- 17. November: Georgi Atanassow, bulgarischer Komponist und Dirigent (* 1882)
- 19. November: Frederic Cliffe, englischer Komponist (* 1857)
- 30. November: Marc Delmas, französischer Komponist (* 1885)
- 30. November: Joachim Riedel, deutscher Sänger und Theaterschauspieler (* 1906)
- 02. Dezember: Justin Elie, haitianischer Komponist und Pianist (* 1883)
- 02. Dezember: Vincent d’Indy, französischer Komponist (* 1851)
- 27. Dezember: Walter Courvoisier, Schweizer Komponist (* 1875)

### Genaues Todesdatum unbekannt
- Martha von Wittich, deutsche Komponistin (* 1858)